# Alexander Leonidowitsch Dworkin
|  | Dieser Artikel wurde aufgrund von akuten inhaltlichen oder formalen Mängeln auf der Qualitätssicherungsseite des Portals Christentum eingetragen. Bitte hilf mit, die Mängel dieses Artikels zu beseitigen, und beteilige dich bitte an der Diskussion. |

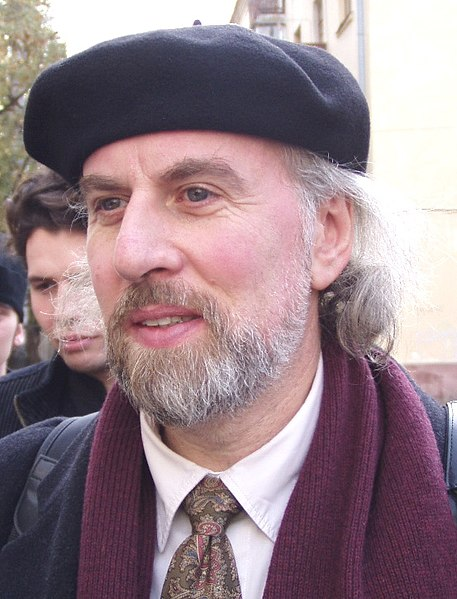
Alexander Dworkin

Alexander Leonidowitsch Dworkin (russisch Александр Леонидович Дворкин, wiss. Transliteration Aleksandr Leonidovič Dvorkin, auch Alexander Dvorkin; geb. 20. August 1955 in Moskau) ist ein in den Vereinigten Staaten ausgebildeter russischer Historiker, Theologe, Experte für neue religiöse Bewegungen in Russland und eine Persönlichkeit des öffentlichen Lebens.

## Biografie
Alexander Dworkin wurde 1955 in Moskau geboren. Er emigrierte 1977 während des Kalten Krieges von Russland in die USA. Den Angaben bei Willy Fautré und Regis Dericquebourg zufolge beklagte er, dass er in den 1970er-Jahren als Jude verfolgt wurde. Im Jahr 1980 schloss er sein Studium an der New York University mit einem Bachelor in russischer Literatur ab. Er wurde am 19. Januar 1980 in der Christ the Savior Church in New York City (Orthodoxe Kirche in Amerika, OCA) getauft und setzte sein Studium am St. Vladimir’s Orthodox Theological Seminary fort, das er 1983 mit einem Abschluss in Theologie verließ. 1988 verteidigte er seine Doktorarbeit Iwan der Schreckliche als religiöser Typ (engl.) an der Fordham University, einer privaten Jesuitenuniversität in New York, unter der Betreuung von John Meyendorff.
Von 1988 bis 1991 arbeitete er als Autor und Ansager für den staatlichen US-amerikanischen Auslandssender Voice of America in Washington, D.C. und anschließend als Nachrichtenredakteur für das US-finanzierte Radio Liberty in München.
Nach dem Zerfall der Sowjetunion kehrte er am 31. Dezember 1991 nach Russland zurück und begann im März 1992 in der Abteilung für Religionsunterricht und Katechese der Russisch-Orthodoxen Kirche zu arbeiten.
Seit 1993 ist er Leiter des „Zentrums für Religionswissenschaft im Namen des heiligen Märtyrers Irenäus von Lyon“. Dieses Zentrum ist korrespondierendes Mitglied der Europäischen Föderation der Forschungs- und Informationszentren zu Sektenfragen (FECRIS).
Von 1993 bis 1999 war er Professor für Kirchengeschichte an der 1992 gegründeten Russischen Orthodoxen Universität in Moskau. Von 1999 bis 2012 war er Professor und Leiter der Abteilung für Sektenstudien der Moskauer Orthodoxen Universität St. Tichon für Geisteswissenschaften (PSTGU). Derzeit ist er Professor in der Abteilung für Missiologie an der PSTGU.
Er ist Vizepräsident des Dialog-Zentrums des Internationalen Instituts für das Studium des zeitgenössischen Sektierertums und Mitglied des Verwaltungsrats der FECRIS. Er ist Chefredakteur der antisektiererischen Beilage der Zeitschrift des Moskauer Patriarchats Prosrenije (russisch Прозрение, Prozrenie).
Der russische Politiker und ehemalige Justizminister Alexander Wladimirowitsch Konowalow war sein Student an der Orthodoxen St.-Tichon-Universität für Geisteswissenschaften.
Dworkin wurde mehrfach durch die Russisch-Orthodoxe Kirche ausgezeichnet.
Dworkins Aktivitäten und Arbeiten wurden in den Medien von einigen Persönlichkeiten des öffentlichen Lebens und in Veröffentlichungen von Religionswissenschaftlern kritisiert, die seinen Ansatz als konfessionell und mit der säkularen Religionswissenschaft wenig gemein verorteten. Einige Forscher verbinden Dworkins Namen mit der Verbreitung des Begriffs „totalitäre Sekte“ («тоталитарная секта»).
Dworkin forderte die Strafverfolgungsbehörden auf, den Aktivitäten von Sekten mehr Aufmerksamkeit zu schenken. Ihm zufolge werde das Bewusstsein der Russen heute von etwa 80 großen und tausenden kleinen Sekten manipuliert, darunter die sogenannten „Pseudo-Orthodoxen“. Dworkin zählt dazu die Anastasia-Sekte unter der Führung von Wladimir Megre, die die von Sergei Torop gegründete Kirche des Letzten Testaments, die zuweilen „Wissarion-Sekte“ genannt wird, in der Region Krasnojarsk, die „Opritschnina-Bruderschaft“ von Nikolai Koslow und Andrei Alexejewitsch Schtschedrin (Андрей Алексеевич Щедрин) in der Oblast Jaroslawl sowie die Anti-INN (ИНН)-Bewegung, Gruppen, die die Heiligsprechung von Iwan dem Schrecklichen, Grigori Rasputin und sogar Josef Stalin befürworteten.
Alexander Dworkin initiierte unter anderem das Gerichtsverfahren zum Verbot der Bhagavad-Gita-Ausgabe der Internationalen Gesellschaft für Krishna-Bewusstsein (ISKCON), der Bhagavad-gītā, wie sie ist, in Russland. Am 24. März 2018 wies das russische Berufungsgericht die Petition Dworkins zurück und bestätigte die Entscheidung der Vorinstanz.

## Auszeichnungen (Auswahl)
Kirchlich:
- 2008 Orden des Heiligen Seligen Fürst Daniel von Moskau III. Klasse
- 2015 Orden des hl. Innokenti von Moskau II. Klasse

## Zitat
«Православные — не лучше всех. Если бы они были лучше всех, весь мир давно стал бы православным. Может быть, мы даже хуже всех. А вот Православие — точно единственный прямой путь к Богу.»

„Die Orthodoxen sind nicht besser als alle anderen. Wenn sie besser wären als alle anderen, wäre die ganze Welt schon längst orthodox geworden. Vielleicht sind wir sogar schlimmer als alle anderen. Aber die Orthodoxie ist definitiv der einzige direkte Weg zu Gott.“

## Publikationen (Auswahl)
Der Webseite der Russisch-Orthodoxen Kirche, patriarchia.ru, zufolge ist er Autor von fünfzehn Büchern; die bekanntesten sind Сектоведение: тоталитарные секты („Sektologie: Totalitäre Sekten“) und Очерки по истории Вселенской Православной Церкви („Aufsätze zur Geschichte der Ökumenischen Orthodoxen Kirche“). Außerdem hat Dworkin vier weitere Bücher herausgegeben sowie bei etwa 800 Publikationen in 17 Sprachen („800 публикаций на 17 языках“) mitgewirkt.
Kirchengeschichte und Theologie
- Ivan the Terrible as a Religious Type: a study of the background, genesis and development of the theocratic idea of the first Russian tsar, and his attempts to establish “free autocracy” in Russia (= Oikonomia; 31). Universität Erlangen, Lehrstuhl für Geschichte und Theologie des Christlichen Ostens, 1992, ISBN 3-923119-31-3.
  - russisch: Иван Грозный как религиозный тип: Исторический фон, происхождение и развитие теократической идеи первого русского царя и его попытки установить «вольное самодержство» в России. In: azbyka.ru. Христианская б-ка, Nischni Nowgorod, 2009 (russisch, ISBN 5-88213-069-7).
- Роль византийско-арагонского тайного союза в подготовке «сицилийской вечерни» [XIII в.]. In: Альфа и Омега 2/1994, S. 83–100.
- Идея вселенской теократии в поздней Византии. In: Альфа и Омега 1/1994, S. 57–72.
- Современные Православные Церкви (справка). In: Альфа и Омега 1/1994, S. 108–115.
- Роль византийско-арагонского тайного союза в подготовке «сицилийской вечерни». In: Альфа и Омега 1/1994, S. 83–100.
- Ветхий Завет как христианская книга в писаниях св. Иустина, Философа и Мученика. In: Альфа и Омега 3/1994, S. 75–85.
- Об отце Глебе . In: Альфа и Омега 4/1995, S. 126–134.
- Миссионер: Жизнь, личность и взгляды Патриарха Сергия (Страгородского): Главы из канд. дис.. In: Альфа и Омега 5/1995, S. 139–156.
- Корни христианства (Из материалов к учебному курсу «История Церкви»). In: Альфа и Омега 8/1996, S. 208–223.
- Из истории Вселенских Соборов: Материалы к учебному курсу «История Церкви»: I Вселенский Собор в Никее; Арианские споры. In: Альфа и Омега 2/1996, S. 379–408.
- Из истории Вселенских Соборов: Материалы к учебному курсу «История Церкви»: III Вселенский Собор; Разбойничий собор; Халкидонский собор. In: Альфа и Омега 4/1996, S. 240–275.
- Из истории Вселенских Соборов: Материалы к учебному курсу «История Церкви»: Эпоха императора Юстиниана и V Вселенский Собор. In: Альфа и Омега 1/1997, S. 342–372.
- Из истории Вселенских Соборов: Материалы к учебному курсу «История Церкви»: Моноэнергизм, монофелитизм и VI Вселенский Собор. In: Альфа и Омега 2/1997, S. 340–361.
- Из истории Вселенских Соборов: Материалы к учебному курсу «История Церкви»: Юстиниан и Пято-Шестой Собор. In: Альфа и Омега 3/1997, S. 335–350.
- Размышления об историческом развитии христологической доктрины Армянской Церкви. In: Труды Ежегодной богословской конференция ПСТБИ, 1997, S. 16–22.
- Из истории Вселенских Соборов: Материалы к учебному курсу «История Церкви»: Первый период иконоборчества и VII Вселенский Собор; Второй период иконоборчества. In: Альфа и Омега 1/1998, S. 346–375.
- Из истории Вселенских Соборов: Материалы к учебному курсу «История Церкви»: Эпоха патриарха Фотия. Миссия святых Кирилла и Мефодия. Крещение Болгарии. Великий Собор примирения. In: Альфа и Омега 3/1998, S. 335–350.
- Памяти отца Иоанна Мейендорфа. In: Альфа и Омега 4/2002.
- Хиастическая структура Евангелия от Иоанна: гипотеза Герхарда и Эллиса. In: Труды ежегодной богословской конференция ПСТГУ, 2005, S. 135–139.
- Очерки по истории Вселенской Православной Церкви: Курс лекций. 3. Auflage, Издательство Братства во имя св. князя Александра Невского, Nischni Nowgorod, 2005, ISBN 5-88213-068-9.
- Булгаков и Достоевский: Некоторые соображения о генезисе образа Иешуа Га-Ноцри из «Мастера и Маргариты». In: Труды ежегодной богословской конференция ПСТГУ, 2007, S. 135–139.[15]
- zusammen mit P. J. Malkow: Мейендорф Иоанн (Иван) Феофилович. In: Große Russische Enzyklopädie. Band 19, 2012, S. 594–595 (russisch, ISBN 978-5-85270-353-8).

Neue religiöse Bewegungen und Kulte
- The Armageddon in Kiev: Tragedy or Farce? In: Update and Dialog. 14. Mai 1994, archiviert vom Original am 14. April 2013; abgerufen am 30. August 2021 (englisch).
- Presentation on the Situation in Russia: Scientology in Russia. In: Spirituality in East & West. 30. November 1998, archiviert vom Original am 14. April 2013; abgerufen am 30. August 2021 (englisch).
- Введение в сектоведение. Издательство Братства во имя св. князя Александра Невского, Nischni Nowgorod, 1998, ISBN 5-88213-029-8.
- «Общество сознания Кришны» как ньюэйджевская секта: На примере использования его идеологами христианских образов и концепций. In: Труды ежегодной богословской конференция ПСТБИ, 1999, S. 47–56.
- «Общество сознания Кришны» как секта «Нью Эйдж». In: Альфа и Омега, 20/1999, S. 251–261.
- О некоторых подходах к методологии православного сектоведения. In: Труды ежегодной богословской конференция ПСТБИ, 2000, S. 65–83.
- Сектоведение: Тоталитарные секты. Опыт систематического исследования. 3. Auflage, Христианская б-ка, Nischni Nowgorod, 2007, ISBN 5-88213-068-9.
- Международное общество сознания Кришны. In: Große Russische Enzyklopädie. Band 19, 2012, S. 354 (russisch, ISBN 978-5-85270-353-8).
- zusammen mit R. A. Silantjew: Новые религиозные движения. In: Große Russische Enzyklopädie. Band 23, 2013, S. 244 (russisch, ISBN 5-85270-320-6).
- «Белое братство». In: Православная энциклопедия / Orthodoxe Enzyklopädie. Band 4, 2002, S. 540–542 (russisch, ISBN 5-89572-009-9).
- Богородичный центр. In: Orthodoxe Enzyklopädie. Band 5, 2002, S. 512–513 (russisch, ISBN 5-89572-010-2).
- zusammen mit L. J. Semjonow: Иеговы свидетели. In: Orthodoxe Enzyklopädie. Band 21, 2009, S. 186–188 (russisch, ISBN 978-5-89572-038-7).

Übersetzungen
- Thomas Hopko: Основы православия. Religious Books for Russia, Glen Cove, 1987, 1989. Polifakt, Minsk, 1991, ISBN 0-88141-219-8.
- John Meyendorff: Жизнь, достойная восхищения: Памяти протопр. А. Д. Шмемана. In: Альфа и Омега, 3/1994, S. 123–132.